# تالایکوتال
تالایکوتال (انگلیسی: Thalaikoothal) (தலைக்கூத்தல்)، عمل سنتی پیرکشی (کشتن سالمندان) یا اتانازی غیرارادی توسط اعضای خانواده خود، که در برخی از مناطق جنوبی تامیل نادو ایالت هند مشاهده شده است.